# Stazione di Nesima
La stazione di Nesima era una stazione della tratta urbana della ferrovia Circumetnea, al servizio della città di Catania.

## Storia
I lavori per la costruzione del primo tratto della ferrovia da Catania Borgo ad Adernò (oggi Adrano), ebbero inizio nel 1889, entrando in servizio il 2 febbraio 1895.
La stazione venne invece costruita susseguentemente alla nascita del quartiere "Nesima", a nord del viale Mario Rapisardi, allora del tutto separato dal centro cittadino. Con il passare degli anni è stata completamente inglobata dalla città.

### La dismissione a favore della metropolitana di Catania
Dal 15 giugno 2024, in conseguenza della chiusura della tratta storica di superficie Catania Borgo-Paternò, la stazione è stata definitivamente dismessa. È operativa l'omonima stazione sottostante della metropolitana di Catania.

## Strutture e impianti
La stazione di Nesima era situata nella zona periferica a nord-ovest della città, sul viale Lorenzo Bolano, tratto della circonvallazione cittadina, importante asse di penetrazione urbana proveniente dalla tangenziale ovest e la SS121. L'edificio di stazione, aveva una elevazione, era posto a sud del fascio binari; ad esso si accedeva mediante due scalinate dal viale Lorenzo Bolano e dal parcheggio scambiatore tramite una scalinata sulla banchina nord.
Il fascio binari era costituito da due binari interconnessi da due scambi di estremità e da un binario tronco parallelo collegato al primo binario da uno scambio. La stazione era dotata di scambi elettromagnetici e segnalamento di protezione e partenza. In seguito all'installazione del telecomando da parte del Dirigente Centrale Operativo la stazione è stata del tutto impresenziata e funzionava in automatismo.

## Capolinea provvisorio

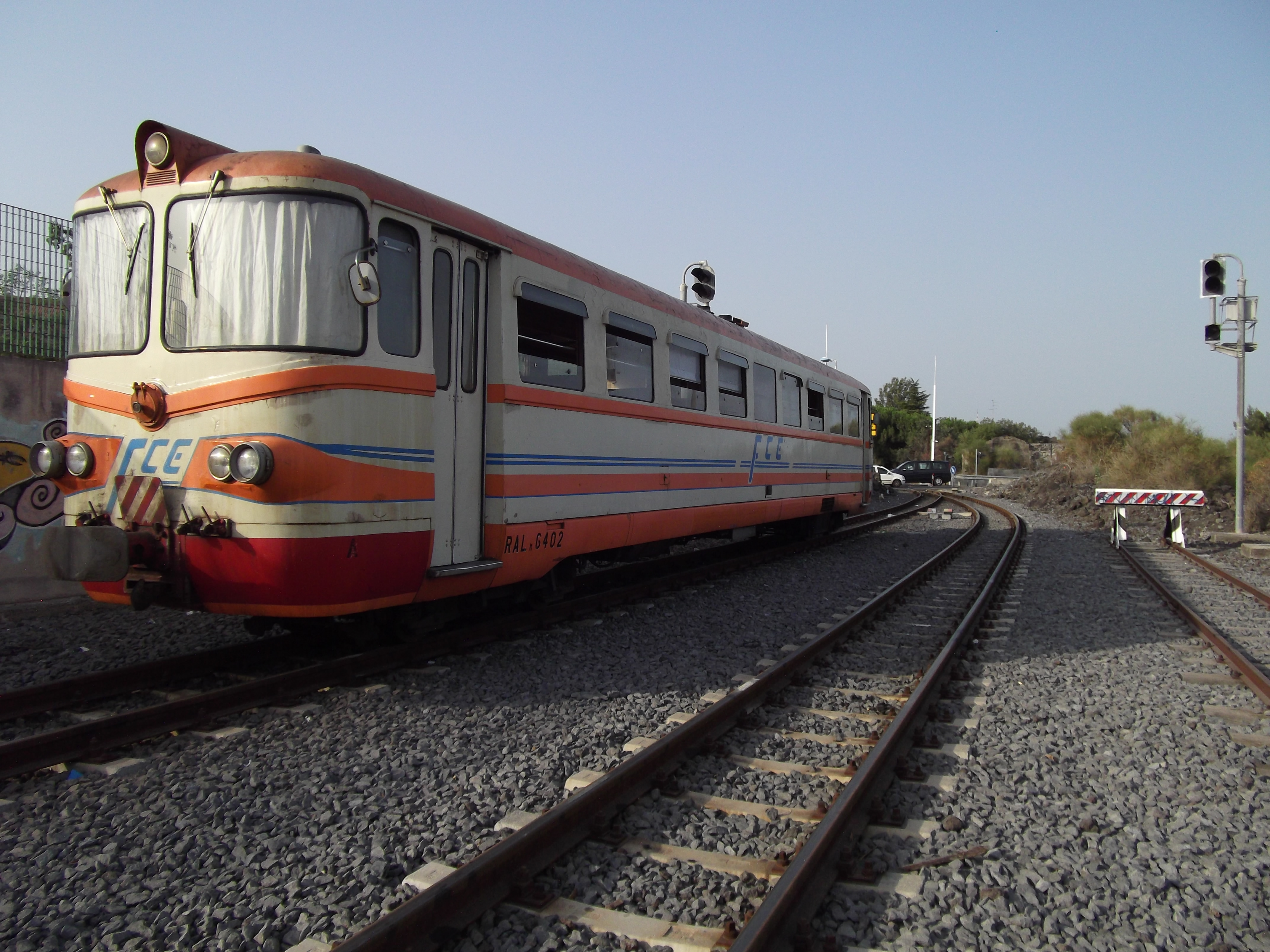
La RALn 6402 in sosta presso la stazione di Nesima, durante l'interruzione della linea.

Dal 2 luglio all'8 settembre del 2012, la stazione funse da capolinea provvisorio per tutti i treni diretti alla stazione di Catania Borgo, al fine di consentire la progressione dei lavori di costruzione delle stazioni intermedie di Milo, Cibali e San Nullo, appartenenti alla tratta Borgo-Nesima della Metropolitana di Catania.
Dal 30 marzo 2017, la stazione è divenuta un nodo di scambio con la stazione di Nesima della Metropolitana di Catania.

## Movimento
Nel 1958 il traffico giornaliero in partenza per Catania era costituito da 7 treni di automotrici. I treni provenienti da Catania erano 7.
Nel 1975 il traffico giornaliero in partenza per Catania era costituito da 13 treni di automotrici (di cui 3 sospesi la domenica); di questi 5 provenienti da Riposto, 4 da Randazzo, 2 da Bronte, uno da Adrano e uno da Biancavilla. I treni provenienti da Catania erano 12; di questi 3 proseguivano fino a Riposto (termine linea), 7 fino a Randazzo, uno fino ad Adrano e uno fino a Bronte.
L'orario di servizio invernale 2014/2015 offriva 18 treni giornalieri in arrivo da Catania, di cui 4 con termine corsa a Paternò, 3 in prosecuzione fino a Bronte, 8 fino a Randazzo e 3 fino a Riposto e in senso inverso, per Catania, 17 treni, di cui 4 provenienti da Paternò, 10 provenienti da Randazzo e 3 da Adrano Nord.
Il servizio si svolgeva solo nei giorni feriali.

## Nodo di scambio "Nesima"
Nel 2005 fu inaugurato il parcheggio di scambio attiguo alla stazione; nel 2013 all'interno dello stesso fu costruita la struttura ricettiva e di sosta passeggeri e istituito il capolinea dei bus urbani AMTS, costituendo un importante nodo di scambio tra quattro mezzi di trasporto differenti: metropolitana, treni di superficie provenienti dai comuni pedemontani etnei, autobus urbani AMTS (Capolinea n°6, linee: 421-628N-628R-642-702).

## Interscambi
- Fermata autobus
- Fermata Metropolitana (Nesima)

## Servizi
La stazione era dotata di:
- Annuncio sonoro annunciante l'arrivo dei treni.

In passato era dotata di:
- Biglietteria a sportello;
- Biglietteria automatica;
- Sala d'attesa.

## Galleria d'immagini

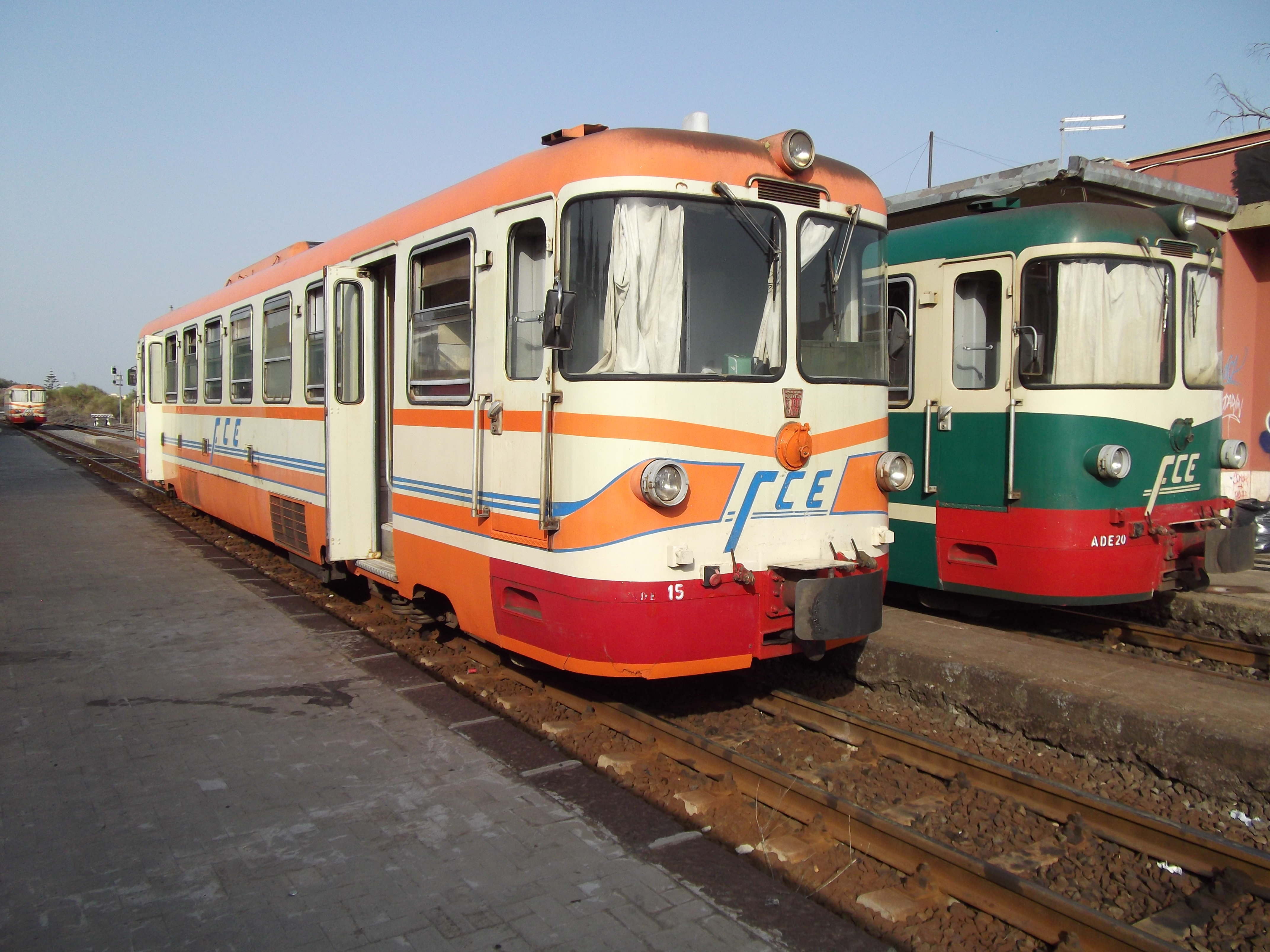
L'ADe 15 e l'ADe 20 (serie ADe 11-20), in sosta alla stazione di Nesima, 12 luglio 2012.
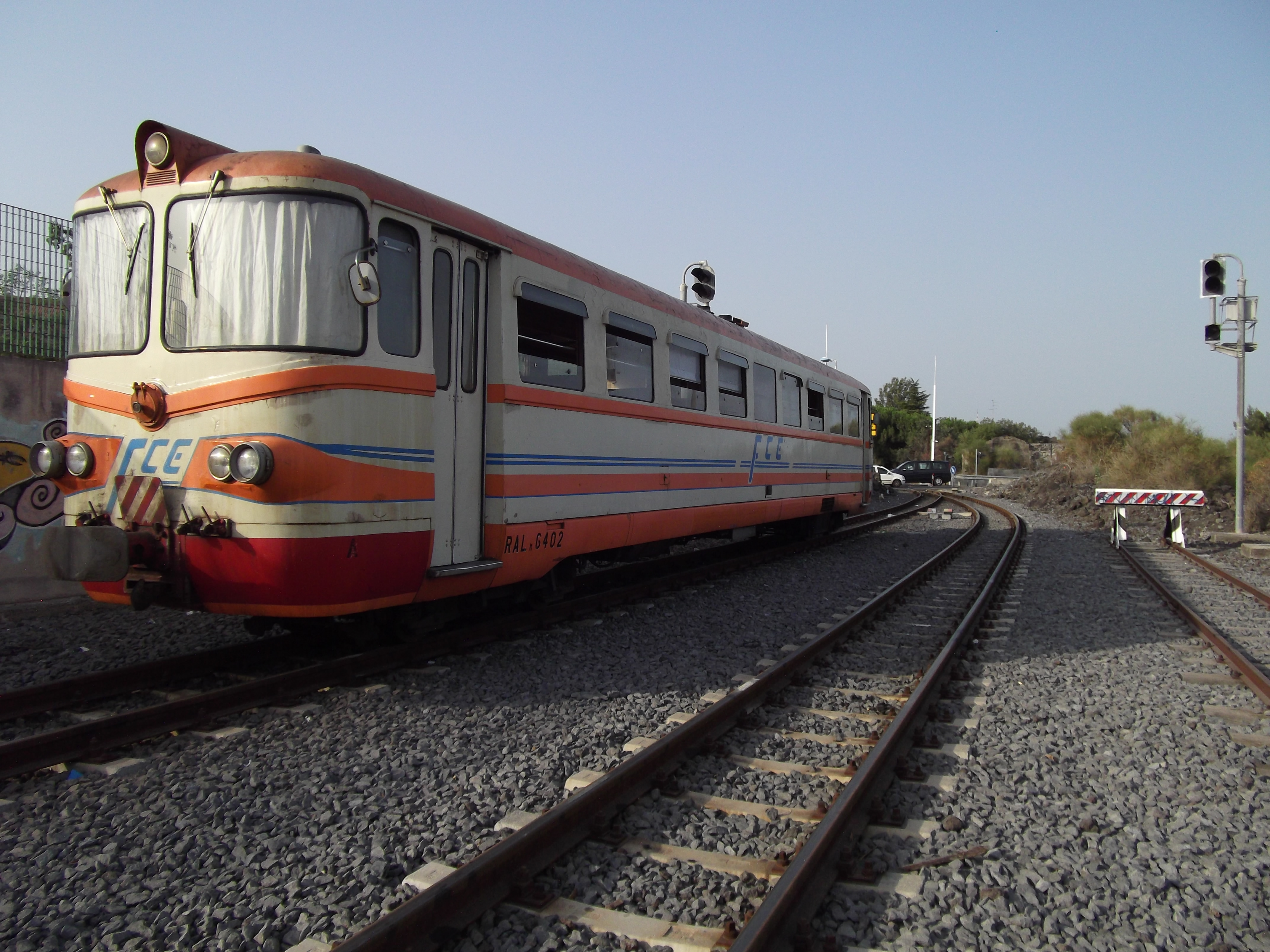
La RALn 6402 (serie RALn 6401-06), in sosta presso la stazione di Nesima, 12 luglio 2012.
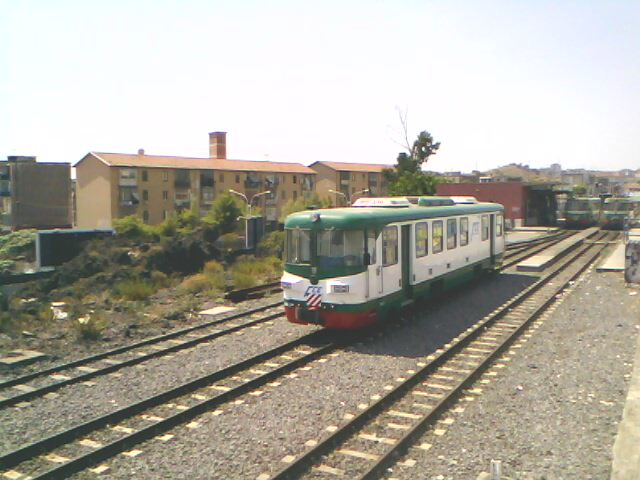
L'ADe 19, denominata "La Seconda", in sosta presso la stazione di Nesima, 19 agosto 2012.